# Benoît Poelvoorde
Benoît Poelvoorde (Namur, 22 settembre 1964) è un attore belga.

## Biografia
Dopo gli studi presso il collegio dei Gesuiti di Godinne, lascia la propria casa a 17 anni per entrare all'Istituto Tecnico Félicien Rops di Namur, dove incontra Rémy Belvaux. Nel 1992 dirige insieme a Belvaux e Bonzel il lungometraggio Il cameraman e l'assassino, un falso documentario sulla vita di un serial killer, ispirato dalla famosa serie belga Strip-Tease, che ha attirato l'attenzione della critica.
Poelvoorde successivamente recita in due serie sul canale francese a pagamento Canal+ e diversi film come Trekking (Les Randonneurs), In fuga col cretino (Le Boulet) e Podium, che lo rese celebre in Francia e in Belgio. Nel 2001 recita ne Le Vélo de Ghislain Lambert, un film divertente e toccante su una delle sue passioni, il ciclismo. Nel 2002 riceve il premio Jean Gabin, riconoscimento assegnato ai giovani attori promettenti. Nel 2011 viene candidato per il Premio Magritte per il miglior attore non protagonista e riceve il premio del pubblico, e nello stesso anno affianca Isabelle Huppert nel film Il mio migliore incubo!. Nel 2014 conquista il Premio Magritte per il migliore attore per Une place sur la Terre.

## Filmografia

### Attore
- Il cameraman e l'assassino (C'est arrivé près de chez vous), regia di Rémy Belvaux, André Bonzel e Benoît Poelvoorde (1992)
- Per scherzo! (Pour rire!), regia di Lucas Belvaux (1997)
- Trekking (Les Randonneurs), regia di Philippe Harel (1997)
- Les convoyeurs attendent, regia di Benoît Mariage (1998)
- Les Portes de la gloire, regia di Christian Merret-Palmair (2000)
- Le Vélo de Ghislain Lambert, regia di Philippe Harel (2001)
- In fuga col cretino (Le Boulet), regia di Alain Berberian (2002)
- La Vie politique des Belges, regia Jan Bucquoy (2002)
- Rire et Châtiment, regia di Isabelle Doval (2003)
- Podium, regia di Yann Moix (2004)
- Atomik Circus (Atomik Circus, le retour de James Bataille), regia di Didier Poiraud e Thierry Poiraud (2004)
- Narco, regia di Tristan Aurouet et Gilles Lellouche (2004)
- Aaltra, regia di Benoît Delépine et Gustave Kervern (2004)
- Cinéastes à tout prix, regia Frédéric Sojcher (2004)
- Akoibon, regia di Édouard Baer (2005)
- Entre ses mains, regia di Anne Fontaine (2005)
- Jean-Philippe, regia di Laurent Tuel (2006)
- Giorno nuovo, vita nuova (Du jour au lendemain), regia di Philippe Le Guay (2006)
- Quello che gli uomini non dicono (Selon Charlie), regia di Nicole Garcia (2006)
- Cowboy, regia di Benoît Mariage (2007)
- Les Deux Mondes, regia di Daniel Cohen (2007)
- Asterix alle Olimpiadi (Astérix aux Jeux olympiques), regia di Thomas Langmann e Frédéric Forestier (2008)
- Les Randonneurs à Saint-Tropez, regia di Philippe Harel (2008)
- Louise-Michel, regia di Gustave Kervern e Benoît Delépine (2008)
- La Guerre des miss, regia di Patrice Leconte (2009)
- Panico al villaggio (Panique au village), regia di Stéphane Aubier e Vincent Patar (2009)
- La Guerre des miss, regia di Patrice Leconte (2009)
- Coco avant Chanel - L'amore prima del mito, (Coco avant Chanel) regia di Anne Fontaine (2009)
- Bancs publics (Versailles Rive-Droite), regia di Bruno Podalydès (2009)
- L'Autre Dumas, regia di Safy Nebbou (2010)
- Mammuth, regia di Benoît Delépine e Gustave Kervern (2010)
- Kill Me Please, regia di Olias Barco (2010)
- Emotivi anonimi (Les Émotifs anonymes), regia di Jean-Pierre Améris (2010)
- Niente da dichiarare? (Rien à déclarer), regia di Dany Boon (2010)
- Il mio migliore incubo! (Mon pire cauchemar), regia di Anne Fontaine (2011)
- Le grand soir, regia di Gustave de Kervern e Benoît Delépine (2012)
- Une place sur la Terre, regia di Fabienne Godet (2013)
- Il prezzo della gloria (La rançon de la glorie), regia di Xavier Beauvois (2014)
- Tre cuori (3 cœurs), regia di Benoît Jacquot (2014)
- Dio esiste e vive a Bruxelles (Le Tout Nouveau Testament), regia di Jaco Van Dormael (2015)
- Una famiglia in affitto (Une famille à louer), regia di Jean-Pierre Améris (2015)
- Saint Amour, regia di Benoît Delépine e Gustave Kervern (2016)
- Sono dappertutto (Ils sont partout), regia di Yvan Attal (2016)
- 7 uomini a mollo (Le Grand Bain), regia di Gilles Lellouche (2018)
- Au poste!, regia di Quentin Dupieux (2018)
- Raoul Taburin, regia di Pierre Godeau (2018)
- Deux fils, regia di Félix Moati (2018)
- Bianca come la neve (Blanche comme neige), regia di Anne Fontaine (2019)
- Venise n'est pas en Italie, regia di Ivan Calbérac (2019)
- Adorazione (Adoration), regia di Fabrice Du Welz (2019)
- Imprevisti digitali (Effacer l'historique), regia di Benoît Delépine e Gustave Kervern (2020)
- Come sono diventato un supereroe (Comment je suis devenu super-héros), regia di Douglas Attal (2020)
- Inexorable, regia di Fabrice Du Welz (2021)
- Adieu Paris, regia di Édouard Baer (2021)
- Mistero a Saint-Tropez (Mystère à Saint-Tropez), regia di Nicolas Benamou (2021)
- Fumare fa tossire (Fumer fait tousser), regia di Quentin Dupieux (2022)
- Les Volets verts, regia di Jean Becker (2022)
- Couleurs de l'incendie, regia di Clovis Cornillac (2022)
- Normale, regia di Olivier Babinet (2023)
- Sur la branche, regia di Marie Garel-Weiss (2023)
- L'amore che non muore (L'Amour ouf), regia di Gilles Lellouche (2024)

### Regista
- Pas de C4 pour Daniel Daniel, cortometraggio (1987)
- Il cameraman e l'assassino (C'est arrivé près de chez vous), co-regia con Rémy Belvaux e André Bonzel (1992)

## Riconoscimenti
- Chicago International Film Festival
  - 1999 – Miglior attore per Les convoyeurs attendent
- Premio César
  - 2005 – Candidatura a miglior attore per Podium
  - 2006 – Candidatura a miglior attore per Entre ses mains
  - 2010 – Candidatura a miglior attore non protagonista per Coco avant Chanel - L'amore prima del mito,
- Premio Lumière
  - 2015 – Candidatura a miglior attore per Tre cuori
- Premio Magritte
  - 2011 – Candidatura a miglior attore non protagonista per Coco avant Chanel - L'amore prima del mito
  - 2012 – Candidatura a miglior attore per Emotivi anonimi
  - 2013 – Candidatura a miglior attore per Le grand soir
  - 2014 – Miglior attore per Une place sur la Terre
  - 2015 – Candidatura a miglior attore per Les rayures du zèbre
  - 2019 – Candidatura a miglior attore per Au poste!
  - 2020 – Candidatura a miglior attore per 7 uomini a mollo
  - 2022 – Candidatura a miglior attore non protagonista per Adorazione (Adoration)
- Festival internazionale del cinema di San Sebastián
  - 2001 – Migliore sceneggiatura per Le vélo de Ghislain Lambert
- Trophées francophones du cinéma
  - 2016 – Miglior interpretazione maschile per Dio esiste e vive a Bruxelles

## Doppiatori italiani
Nelle versioni in italiano delle opere in cui ha recitato Benoît Poelvoorde è stato doppiato da:
- Mino Caprio in Quello che gli uomini non dicono, Kill Me Please, Emotivi anonimi, Dio esiste e vive a Bruxelles, Una famiglia in affitto, Saint Amour, Sono dappertutto, 7 uomini a mollo, Adorazione, Mistero a Saint-Tropez, Normale, L'amore che non muore
- Franco Mannella in Panico al villaggio, Il mio migliore incubo!, Tre cuori
- Pasquale Anselmo in Asterix alle Olimpiadi, Coco avant Chanel - L'amore prima del mito
- Loris Loddi in Il cameraman e l'assassino
- Leo Gullotta in In fuga col cretino
- Ambrogio Colombo in Mammuth
- Danilo De Girolamo in Niente da dichiarare?
- Roberto Accornero in Il prezzo della gloria
- Luca Sandri in Imprevisti digitali